# Son Tae-jin
Son Tae-jin född 5 maj 1988 i Gyeongsan, Norra Gyeongsang, är en sydkoreansk taekwondoutövare. I maj 2007 vann han först i VM i taekwondo i Peking, men förlorade mot venezuelanen Algimiro Mejias i –62 kg-klassen i första ronden.
I september 2007 slutade Son Tae-Jin på första plats i –68 kg-klassen i världskvalificeringen i Manchester i England, genom att 2005 besegra amerikanen Mark Lopez, världsmästaren i fjädervikt och 2007 besegrade han den kubanske mästaren Gessler Viera Abreu i finalen.
I maj 2008 kvalificerade Son sig eventuellt till de olympiska sommarspelen 2008 genom att besegra Kim Ju-Young i asiatiska spelen 2006 och Song Myeong-Seob i de koreanska olympiska taekwondo-prövningarna 2008.
Den 21 augusti 2008 vann Son guldmedalj i –68 kg-klassen i OS 2008 i Peking genom att besegra amerikanen Mark Lopez i finalen. 